# Podstoła (województwo świętokrzyskie)
Podstoła – wieś w Polsce położona w województwie świętokrzyskim, w powiecie kieleckim, w gminie Pierzchnica.
| SIMC    | Nazwa             | Rodzaj    |
| ------- | ----------------- | --------- |
| 0262378 | Podstoła-Parcela  | część wsi |
| 0262384 | Podstoła-Żabiniec | część wsi |

W okresie Królestwa Kongresowego zwana inaczej Podstoły, wieś i folwark w powiecie stopnickim, parafia i gmina Drugnia. W 1827 r. było 23 domy i 164 mieszkańców. Według dokumentów z powiatu wiślickiego z 1579 r. wieś Podstoły w parafii Drugnia, własność Stanisława Dębińskiego, miała 8 osad, 4 łany, 2 biednych.
6 sierpnia 1943 roku niemieccy okupanci rozstrzelali 17 mieszkańców Podstoły Żabieńca za pomoc udzielaną partyzantom.
W latach 1975–1998 miejscowość położona była w województwie kieleckim.

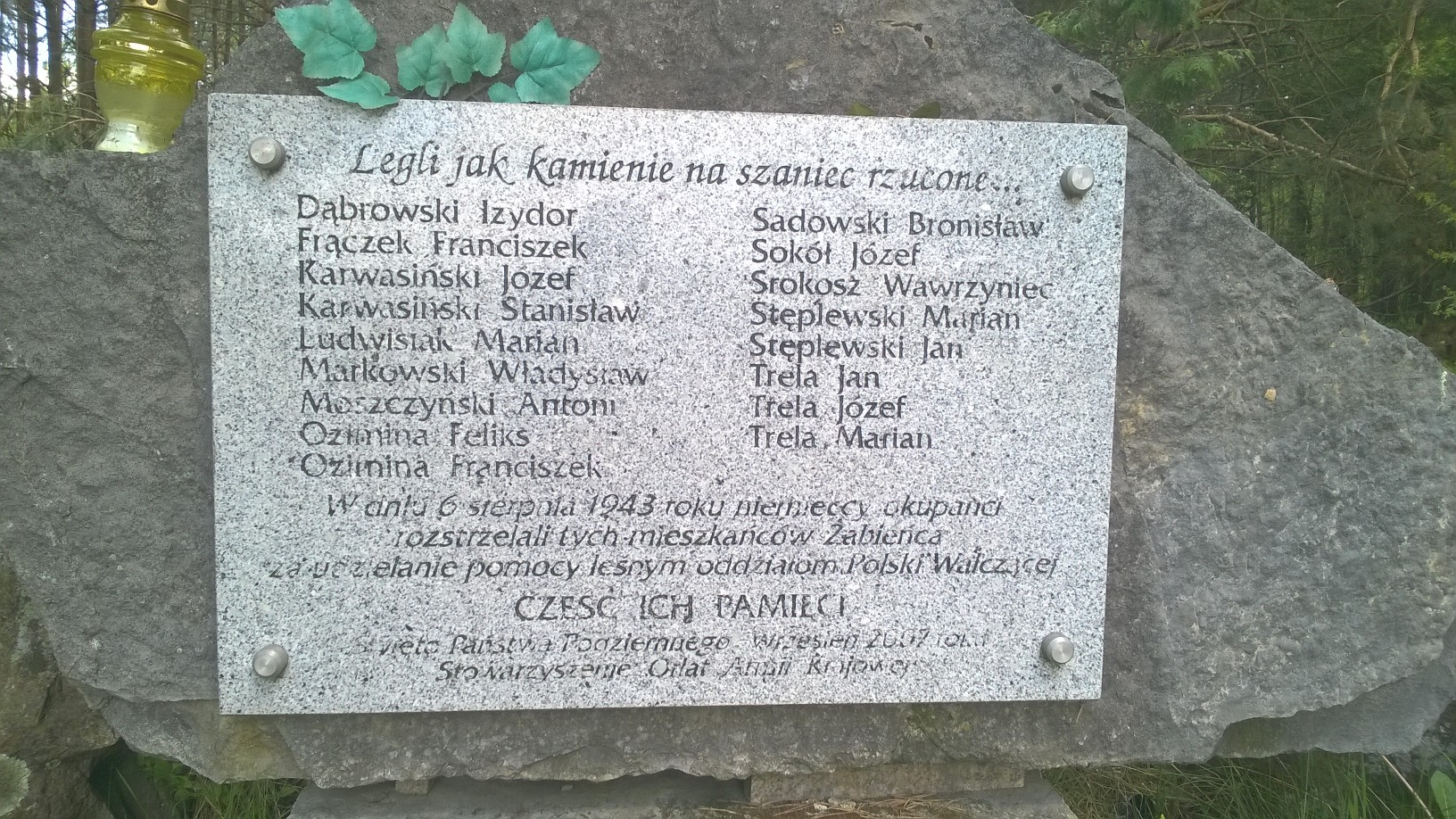
Tablica pamiątkowa umieszczona w lesie, w Podstole-Żabińcu.